# Monochamus titillator
Monochamus titillator är en skalbaggsart som först beskrevs av Fabricius 1775.  Monochamus titillator ingår i släktet Monochamus och familjen långhorningar.
Artens utbredningsområde är:
- Bahamas.
- Kuba.

Arten har ej påträffats i Sverige. Inga underarter finns listade i Catalogue of Life.